# 불싸조
불싸조(Bulssazo)는 대한민국의 포스트 록 밴드이다. 서명훈(베이스), 한상철(기타, 보컬, 리더), 김선엽(드럼)으로 구성되어 있다.

## 발매 앨범
- Furious Five(정규 1집)(CD)
- 너희가 재앙을 만날 때 내가 웃을 것이며 너희에게 두려움이 임할 때에 내가 비웃으리라(잠언 1:26)(정규 2집)(CD)
- 뱅쿠오 : 오늘밤 비가 내릴 모양이구나 / 첫번째 암살자 : (TAPE)  참여 앨범

- We Will Be Together : Pastel Music 5th Anniversary
- 물 좀 주소(한대수 트리뷰트 프로젝트)
- Merry Lonely Christmas And Happy New Year